# Əmircan (Baku)
Əmircan – osiedle typu miejskiego w Azerbejdżanie, należące do miasta wydzielonego Baku. Liczy 28 507 mieszkańców (dane na rok 2008). Ośrodek przemysłowy.